# A Biblia kritikája
A Biblia kritikája a Biblia tartalmának, üzenetének, az ihletett voltát hirdető álláspontnak különféle alapokon álló és különféle módszerekkel élő kritikája. 
A kritika kiterjed a megbízhatatlanságára, a tudománnyal szembeni ellentmondásosságára, erkölcsi tarthatóságára, a sok egyház által állított tévedhetetlenségére, az isteni ihletettségére, a bibliai kánonra és sok egyébre.
A Biblia kritikája többek közt lehet tudományos, ateista (ami magának Istennek a létezését is tagadja), racionális (ami a különböző természetfeletti jelenségeket utasítja el), illetve történhet más világvallások nézőpontjából is.
Nem tévesztendő össze a Biblia kritikája a bibliakritikával, mely a filológia és a teológia határterületein álló tudományág, célja a Biblia szövegének és a szöveg hátterének tudományos, kritikai vizsgálata különféle segédtudományok (logika, történelem, régészet, nyelvtudomány, hermeneutika, filológiai hermeneutika, egzegézis stb.) bevonásával.

## Isteni szerzőség
Az az állítás, hogy a Bibliát „Isten ihlette” vagy „ Isten a szerzője”, ellentmondásos. Sok keresztény még mindig ezt állítja a Bibliára vonatkozóan, mint például a Katolikus Egyház Katekizmusa. A kritikusok elutasítják ezt az állítást. Ebből a szempontból a Biblia kritikája része a kereszténység kritikájának.

## Kánon
A bibliai írásokat, így az Ószövetséget és az Újszövetséget szentnek és mérvadónak tekintik. A kereszténység irányzatai azonban ma sem egységesek, mely könyveket kellene elfogadni. Az az állítás, hogy a bibliai kánon Isten közbenjárásának köszönhető, a kanonizáció több évszázadon át tartó történelmi folyamatának megvizsgálásával megcáfolható.

## Ateisták és hitvédők
A bibliai ellentmondások kutatása egy igen nagy körültekintést igénylő kutatási terület, akárcsak minden olyan irat kutatása, amely igen régen keletkezett. Az ellentmondásosnak látszó szakaszok egy része a kor, a gondolkodás, a nyelvhasználat ismeretével kiküszöbölhető, de az ateisták szerint így is marad bőven olyan ellentmondás, amely csak nagyon erőltetett módon volna kimagyarázható. Az ateisták gyakran használják ezeket a biblia hitelességének, abszolút igaz voltának megkérdőjelezésére és egyben annak alátámasztására, hogy a Biblia egyszerűen egy mitológikus mű a sok közül.
A keresztény teológia és a legtöbb keresztény egyház nagy mennyiségű hitvédelmi irodalommal rendelkezik. Számos ateista filozófus véleménye szerint a Biblia számos ellentmondással terhelt. Sok hívő foglalkozott ezeknek megmagyarázásával, a Biblia védelmével. A bibliai önellentmondások vizsgálata igen komolyan foglalkoztatja, mind a vallási, mind az ateista oldalt, mind a független szakértőket.
A keresztény hitvédők és az ateista bibliakritikusok közötti nézeteltérés alapvetően a kétféle megközelítés különbségével magyarázható. Amíg az ateizmus számára Isten - és a természetfölötti - nem létező valóság, addig a keresztény hitvédők eleve feltételezik létezését. Sok bibliai ellentmondás éppen ebből a nézeteltérésből fakad, s mivel a megközelítés mindkét oldal felől alapvetően hitbeli meggyőződésen alapszik, a két álláspont között csak alig-alig van érintkezési pont vagy kölcsönös megértés.
Ennek ellenére bizonyos fejlődés megfigyelhető, amennyiben a bibliakritikai elméletek általában rendre cáfolatot nyernek - vagy a történeti vagy a szövegtani kutatások miatt -, így a bibliakritika jelentős fluktuációt mutat: rendre újabb és újabb elméletek valamint ezekre reagáló cáfolatok látnak napvilágot. Összességében azonban elmondható, hogy az 1960-as évek előtti bibliakritikai elméletek már érvényüket vesztették.

## A Bibliakritika története

### Az ókori kritikák
Kelszosz (i. sz. 180 k.) volt az első ókori gondolkodó, aki megkérdőjelezte a kereszténység és a Biblia állításait. Porphürioszszal együtt vallotta, hogy a keresztény történetek nem mások, mint a pogány mítoszok átírt változatai.
Porhüriosz (i. sz. 232–304) filozófiai kritériumok alapján vetette el a kereszténységet. 15 könyvből álló írását csak Euszebiosztól ismerjük, illetve néhány utalás Iulianus munkáiban is fennmaradt. A „Nimfák barlangja az Odüsszeiában” című írásában több párhuzamra is rámutat a Szentírás és a mítosz között.
Órigenész (i. sz. 184–254), mivel zsidó kortársai kifogásolták a kereszténység körében nagy népszerűségnek örvendő Septuagintát, elkészítette a Hexaplát, az Ószövetség hathasábos kritikai kiadását, ami tartalmazta a
- a héber szöveget
- a héber szöveg görög betűs átírását
- Aquila görög fordítását
- Szümmakhosz görög fordítását
- a Septuaginta általa javított változatát
- Theodotion görög fordítását.

Ezzel a munkájával gyakorlatilag megteremtette a bibliai szövegkritikát.
Tatianosz (2. sz.) a keresztény tanítás egységének védelmében az evangéliumok különböző nézőpontjaiból adódó különbségeket úgy akarta megoldani, hogy a négy evangéliumból egyetlen egységes művet készít, a szír nyelvű evangélium-harmóniáját, a Diatesszaront (i. sz. 175 körül). A zsinatok elítélték törekvését az evangéliumok harmonizálására.

### A középkori kritikusok
Abraham Ibn Ezra (1092 (1093?) – 1167) Mózes ötödik könyvének vizsgálata során kétségbe vonta, hogy a mózesi könyvek (1Móz – 5Móz) szerzője Mózes lenne.

### Az újkor kritikusai
Baruch Spinoza (1632–1677) szerint a Bibliához ugyanúgy kell közelednünk, mint bármely más irodalmi alkotáshoz. Szemléletével megalapozta a modern kori bibliakritikát.
Richard Simon (1638–1712) Spinoza kritikája nyomán először alkalmazta a modern bibliakritikai szemléletet az Újszövetségre. Kritikai látásmódját igyekezett összhangba hozni a dogmákkal.
Hermann Samuel Reimarus (1694–1768) vezette be az ún. történeti Jézus fogalmát. Elmélete szerint külön kell választani a történeti Jézust (aki valójában élhetett Palesztinában) a hit Krisztusától, aki csak a tanítványok tudatában él, nem a valóságban. Az evangéliumokat elvetette, egyértelmű hamisítványoknak tartva azokat. Reimarus szerint Jézus küldetése kudarcot vallott halálával, amit tanítványai nem tudtak elfogadni, ezért holttestét ellopták és azt híresztelték, hogy feltámadt.
Heinrich Eberhard Gottlob Paulus (1761–1851) elfogadhatatlannak találta azt a nézetet, hogy Krisztus és tanítványai csalók voltak. A Reimarus által felvetett problémára azt a megoldást javasolta, hogy külön kell választani az evangélisták által leírt történelmi tényeket és a leírt magyarázatot. Például a kánai menyegző bor-átváltoztatása csak tréfa volt, Jézus előre tudta, hogy a bor nem lesz elég stb. Jézus kiváló férfiú, de nem megváltó, a tanítványok téves megítélése miatt került az evangéliumokba.
Ferdinand Christian Baur (1792–1860) a hégeli dialektika (tézis-antitézis-szintézis) elméletét alkalmazta munkája során. Véleménye szerint a korai kereszténység valójában két, egymással versengő pártot képviselt: a zsidó petrinusok (Péter követői) és a pogány paulinusok (Pál követői). Ezek, mint tézis és antitézis alkotják azt a két oldalt, ami alapján megszületett a szintézis a katolikus egyházban. Szembefordul az újszövetségi könyvek hagyományos keltezésével, és azt állítja, hogy ezek a 2. században keletkeztek (Például Márk i. sz. 130, Lukács i. sz. 150, Máté még később, míg János már a szintézis kora). Pál leveleiből csak azt a négyet (Galata levél, Korinthusiakhoz írt két levél és a Római levél) tartja hitelesnek, amiből kiolvasható a vita a kortárs zsidókkal.
David Friedrich Strauss (1808–1874) véleménye szerint az újszövetségi iratokat nem tekinthetjük megbízható történeti forrásnak, ekkor ugyanis arra a következtetésre kellene jutni, hogy természetfeletti létezik. Szét kell tehát választani a mítoszt (a hit Krisztusát) a történelemtől (a történelmi Jézustól). Mítosz-elmélete szerint az evangéliumok a 2. században keletkeztek, tehát történelmi hitelességük kétséges.
Bruno Bauer (1809–1882) már teljesen elvetette az újszövetségi iratokat, mint történelmileg hiteles forrásokat.
Gerhard Kroll (1910-1963) "Jézus nyomában" című könyvében a régészet eredményeit ismertetve keresi a választ arra a kérdésre, hogy a hagyomány fonalát követve vissza lehet-e jutni a történeti Krisztushoz.